# Bodemverbeteraar
Bodemverbeteraars zijn stoffen die aan de bodem toegevoegd worden zodat de planten beter groeien en gezonder zijn. Een bodemverbeteraar verhoogt de bodemvruchtbaarheid. Naast het gebruik van bodemverbeteraars zijn soms andere manieren nodig om de bodemvruchtbaarheid te verhogen. Bijvoorbeeld drainage bij te hoge waterstand.
Ook planten kunnen als bodemverbeteraar fungeren. Een voorbeeld hiervan is de klaver, die stikstof uit de atmosfeer bindt en zo de vruchtbaarheid van de bodem verhoogt.
Welke bodemverbeteraar(s) nodig is/zijn, en de toe te voegen hoeveelheid, hangt af van de bestaande bodemsamenstelling, het klimaat en de beoogde planten. De volgende eigenschappen zijn van belang:
- structuur: een goede bodem bestaat uit 20-30 % lucht, 20-30% water en 30-50% vast bodemmateriaal. Lucht is belangrijk voor de zuurstofopname en koolstofdioxide-afgifte van de wortels. Menging met compost zorgt voor structuurverbetering.
- vermogen water vast te houden of door te laten: aan bodems die te weinig water vasthouden, bijvoorbeeld zandgronden, kan klei, vermiculiet, hydrogel of gesnipperde schors toegevoegd worden zodat meer water vastgehouden wordt. Bodems die te veel water vasthouden, bijvoorbeeld dichte klei, kunnen verbeterd worden met een natuurlijke compost, of door ploegen
- meststoffen (voedingsstoffen): o.a. stikstof, kalium, fosfor, magnesium, in te brengen door turfmest, mest, compost of kunstmest,
- sporenelementen, deze komen in de natuurlijke meststoffen voor,
- zuurgraad: door toevoegen van kalksteen (calciumcarbonaat) of gips (calciumsulfaat) wordt de pH hoger.
- bodemleven: dit kan in micro zoals bacteriën en schimmels maar ook in macro zoals wormen.